# La Caverne de la rose d'or
La Caverne de la rose d'or (Fantaghirò en italien) est une mini-série télévisée de romantic fantasy italienne réalisée par Lamberto Bava et adaptée du conte pour enfants Fanta-Ghirò, persona bella d'Italo Calvino publié en 1956 dans le recueil Contes italiens.
Réunissant une distribution internationale, elle est composée de cinq téléfilms en deux parties diffusés de 1991 à 1996 à l'approche de Noël :
- La Princesse rebelle (1991) ;
- La Sorcière noire (1992) ;
- La Reine des ténèbres (1993) ;
- L'Empereur du mal (1994) ;
- Le Retour de Fantagaro (1996).

En France, le premier épisode a été diffusé pour la première fois sur la chaine M6 en décembre 1992. Les quatre autres l'ont été aux Noëls suivants, jusqu'en 1997. La série a ensuite été rediffusée sur Gulli entre octobre et décembre 2016, puis en septembre 2017.
En 2007, il s'agissait de la fiction italienne la plus regardée et la plus vendue au monde.

## Synopsis
Le récit, situé au Moyen Âge, raconte les aventures de Fantagaro, une princesse intrépide qui, vêtue comme un homme pour ne pas avoir à se soumettre aux devoirs d'une femme de son temps, part guerroyer pour sauver son royaume et les personnes qui lui sont chères.
L'histoire se déroule dans un environnement de contes de fées, et met en scène des princes et princesses, des enfants héros, des lutins, des sorciers et sorcières, des objets magiques et des animaux parlants.

### Fiche technique
- Titre original : Fantaghirò
- Titre français : La Caverne de la rose d'or
- Réalisation : Lamberto Bava
- Scénario : Gianni Romoli et Francesca Melandri (d'après l'histoire courte « Fanta-Ghirò, persona bella » d'Italo Calvino).
- Musique : Amedeo Minghi
- Production : Andrea Piazzesi
- Sociétés de production : Mediaset
- Pays d'origine:  Italie
- Langues d'origine: anglais, italien et français (trois langues de tournage différentes sur les épisodes 4 et 5)
- Pays de tournage:
  -  Tchécoslovaquie (épisodes 1 à 4)
  -  Thaïlande (épisode 4)
  -  Cuba (épisode 5)
- Durée : 5 x 200 min.
- Dates de première diffusion[2] :
  -  Italie : 22 décembre 1991 sur Canale 5
  -  France : décembre 1992 sur M6

## Distribution
- Alessandra Martines (VF : elle-même) : Fantagaro
- Brigitte Nielsen (VF : Évelyn Séléna) : la Reine noire
- Kim Rossi Stuart (VF : Luq Hamet) : Romualdo
- Nicholas Rogers (VF : Bernard Tiphaine) : Tarabas
- Ursula Andress (VF : Michelle Bardollet) : Xellesia
- Ornella Marcucci puis Barbora Kodetová : Catherine
- Kateřina Brožová (VF : Magali Barney) : Caroline
- Stefano Davanzati (VF : Vincent Ropion) : Cataldo
- Tomás Valík (VF : Vincent Violette) : Ivaldo
- Ángela Molina puis Katarína Kolajová : la Sorcière blanche
- Mario Adorf : le roi, père de Fantagaro

## Production

### Genèse

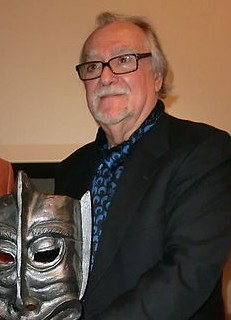
Le réalisateur Lamberto Bava en 2013.

Les prémices de la série sont basées sur le conte pour enfants italien Fanta-Ghirò, persona bella d'Italo Calvino. À l'origine, le projet d'adapter le conte de seulement trois ou quatre pages en un téléfilm avait été envisagé par Mario Bava (considéré comme maître du cinéma fantastique italien), et le projet a finalement été repris par son fils, le réalisateur Lamberto Bava, séduit par l'ambiguïté et la modernité du conte. Celui-ci a précisé que l'histoire avait été également influencée par les films Legend, Ladyhawke et Willow, ainsi que par des films d'animation de Disney et le cinéma fantastique des années 1950. Gianni Romoli, contacté par Lamberto Bava, accepte d'écrire le premier épisode adapté du conte avec Francesca Melandri. Romoli effectue beaucoup de changements et prend des initiatives sur le scénario. Il ajoute la présence d'une Sorcière blanche, absente du conte initial, et met davantage en exergue la trame féministe de l'histoire via son personnage principal, Fantagaro :

« Je voulais qu'elle soit un modèle de féminisme. C'est-à-dire, une femme obligée d'assumer une attitude masculine, car c'était la seule manière de faire valoir ses droits à l'époque, dans un monde où les femmes ne pouvaient en avoir aucun. »

— Gianni Romoli (scénariste).
Initialement, La Caverne de la rose d'or devait être un seul film, mais les coûts de production ont été excessifs et il a été décidé d'en faire une minisérie, produite par Reteitalia et filmée principalement dans l'ancienne Tchécoslovaquie.

### Distribution des rôles

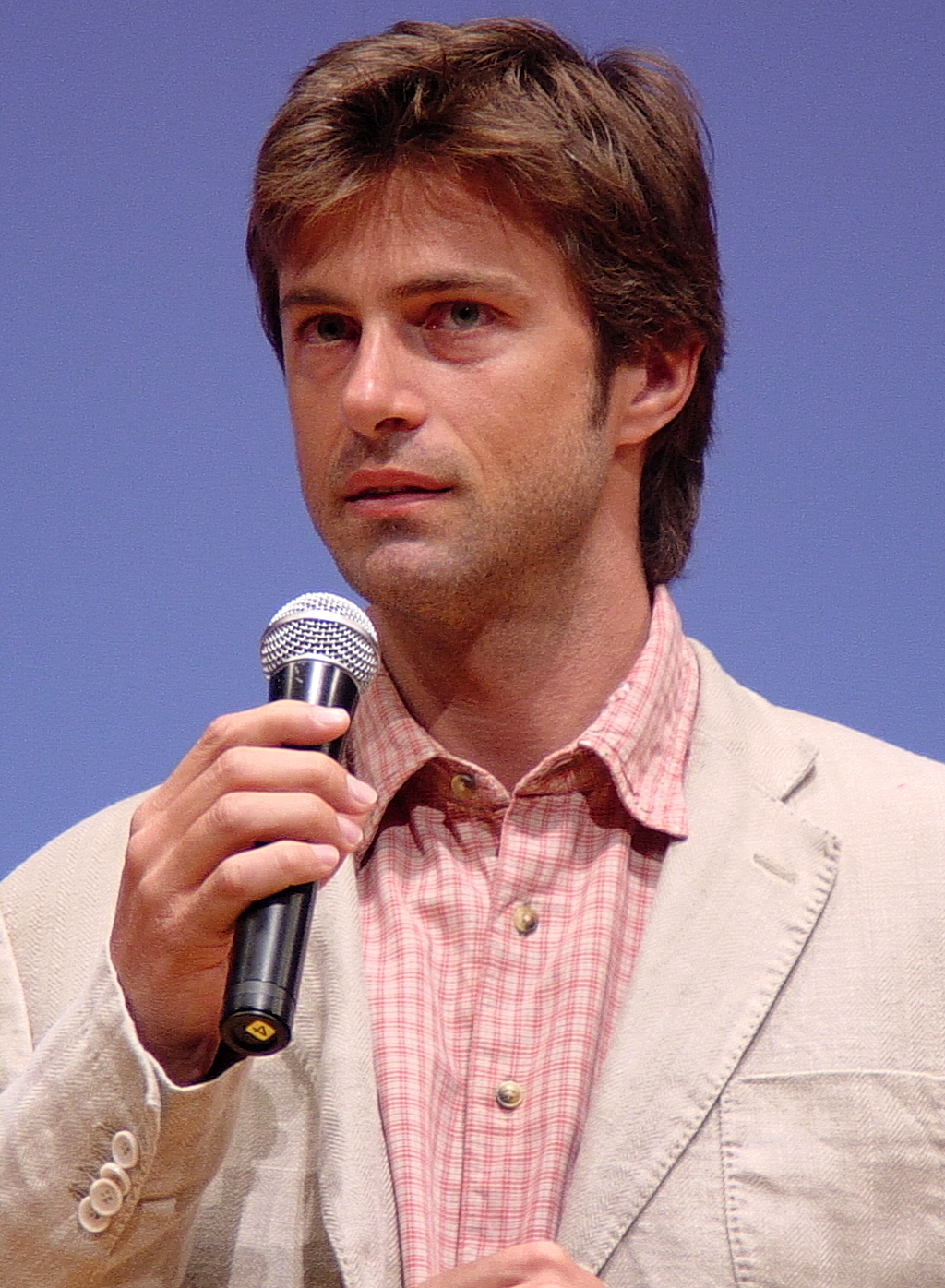
Kim Rossi Stuart interprète Romualdo dans les trois premiers épisodes.

Lamberto Bava rencontre Alessandra Martines sur le tournage du téléfilm Per sempre, qu'il réalise deux ans plus tôt (l'actrice était venue voir jouer l'acteur Urbano Barberini). Il envisage immédiatement de lui confier un rôle dans l'un de ses prochains films :

« Elle avait un cou à la Modigliani, un sourire que je n'ai pas vu souvent et des yeux rieurs. Je me souviens des essais où elle mettait la perruque de Fantagaro avec sa coupe au carré. Je l'ai vue avec son costume, sa coiffure, l'épée à la main et je me suis dit : Bon Dieu, c'était bien vuǃ »

— Lamberto Bava à propos d'Alessandra Martines.
Kim Rossi Stuart, qui a auditionné pour le rôle de Romualdo à l'âge de 22 ans, décide après seulement deux épisodes de ne plus jouer son personnage (son apparition dans le quatrième film est réalisée avec un montage d'images du premier film). L'équipe de la série se trouvant un peu handicapée par cette décision, chaque suite a été développée en fonction du choix des acteurs de rester ou non dans le casting.
Brigitte Nielsen, qui interprète la Reine noire, dit qu'elle a basé son rôle délibérément sur le personnage de la méchante reine dans Blanche-Neige et les Sept Nains des studios Disney. Son rôle de Sorcière noire a été bien accueilli par le public et Bava a décidé de reprendre ce personnage jusqu'à la fin de la saga,.

### Tournage
Le tournage du premier épisode débute en mai 1989, au château de Bouzov (en), dans la région d'Olomouc, en Moravie (région orientale de la République Tchèque). Une grande partie des extérieurs est tournée dans le parc de Lednice. Pour le quatrième épisode, dont le tournage s'est déroulé entre mai et juillet 1994, l'équipe s'est installée dans les décors de l’ancienne cité musée de Samut Prakan (Mueang Boran) en Thaïlande, à une trentaine de kilomètres au sud-est de Bangkok. Le bateau pirate du cinquième épisode a été construit à La Havane à Cuba, où certains décors naturels comme des arbres de la forêt présente, vieux de plus de 500 ans, ont été réutilisés pour symboliser le refuge de Fantagaro et des enfants.
Selon les acteurs Brigitte Nielsen et Stefano Davanzati, les conditions de tournage dans l'arrière pays tchécoslovaque au début des années 1990 sont assez difficiles, principalement pour des raisons sanitaires. L'équipe est contrainte de faire venir régulièrement de l'eau potable depuis l'Italie (l'eau locale commercialisée étant alors de très mauvaise qualité), ainsi que des fruits et légumes difficilement trouvables sur place.
La série a la particularité de ne pas avoir de version originale. Bien que la saga soit d'origine italienne, les trois premiers épisodes sont tournés en anglais afin que la série soit plus facilement vendue à l'étranger, puis redoublés pour chaque pays dans lequel ils ont été diffusés, Italie et Royaume-Uni compris.
À partir du quatrième épisode cependant, la langue de tournage n'est pas la même en fonction du choix personnel des acteurs. Par exemple, dans la version francophone de L'Empereur du mal, on remarque que Alessandra Martines (Fantagaro) et Agathe de La Fontaine (Angélique) tournent leurs scènes en français contrairement à Nicholas Rogers (Tarabas), Brigitte Nielsen (la Reine noire) et Ursula Andress (Xellesia), qui dans les mêmes scènes, tournent en anglais.

### Bande originale

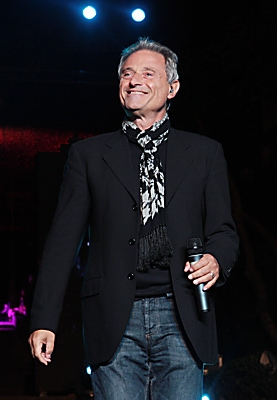
Le compositeur et interprète Amedeo Minghi en 2009.

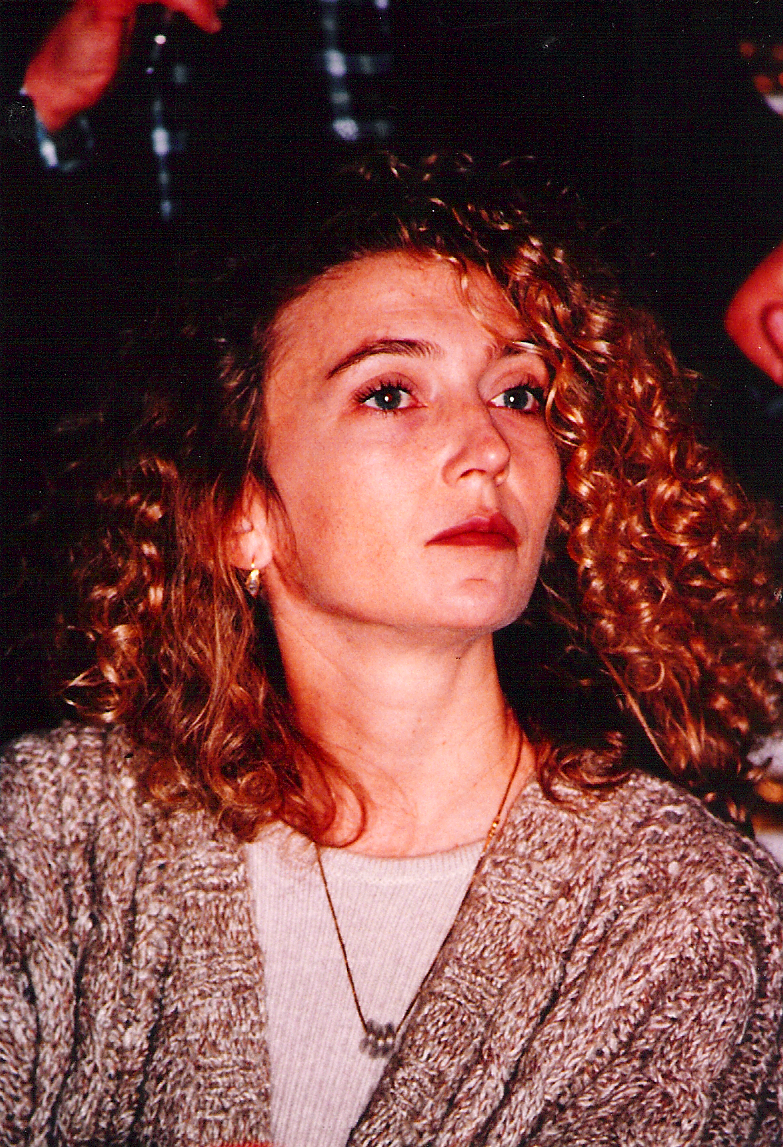
Rossana Casale, interprète de la chanson Mio Nemico.

Le thème principal de la série (épisodes 1 à 4) est Mio nemico, composé par Amedeo Minghi et interprété par la chanteuse et actrice italienne Rossana Casale. Pour l'épisode 5, il s'agit de L'amore mio per sempre, composé et interprété par Amedeo Minghi.
Une bande originale de La Caverne de la rose d'or est sortie en 1995 produite par Warner Music Austria sous le nom de Prinzessin Fantaghiro. Elle reprend les titres de la bande originale de 1991 traduits en allemand. La bande originale complète de 28 titres est sortie en 2006 sous le nom de Fantaghiro.
Fantaghiro (2006)
| No  | Titre                                                  | Durée |
| --- | ------------------------------------------------------ | ----- |
| 1.  | L'amore mio per sempre (interprétée par Amedeo Minghi) | 4:09  |
| 2.  | La strega bianca                                       | 2:24  |
| 3.  | Desideria                                              | 5:10  |
| 4.  | Fantaghirò in battaglia                                | 2:09  |
| 5.  | Masala nel bosco                                       | 3:12  |
| 6.  | Assalto al castello                                    | 2:17  |
| 7.  | La reggia di Tohor                                     | 1:50  |
| 8.  | Smeralda                                               | 4:09  |
| 9.  | Senzanome                                              | 3:07  |
| 10. | Fantaghiro' e Romualdo                                 | 2:16  |
| 11. | La strega nera                                         | 2:17  |
| 12. | Le streghe del deserto                                 | 2:25  |
| 13. | Aries                                                  | 3:12  |
| 14. | Il mondo dell'altrove                                  | 4:05  |
| 15. | Xellesia                                               | 1:47  |
| 16. | La regina degli elfi                                   | 3:56  |
| 17. | Tarabas Theme                                          | 4:44  |
| 18. | Il re alla guerra                                      | 4:09  |
| 19. | La regina                                              | 6:07  |
| 20. | La magia                                               | 3:49  |
| 21. | Fantaghirò                                             | 2:53  |
| 22. | Il principe                                            | 2:35  |
| 23. | Il ballo                                               | 6:19  |
| 24. | Il duello                                              | 2:34  |
| 25. | La solitudine                                          | 3:00  |
| 26. | Il principe e Fantaghirò                               | 2:42  |
| 27. | La trasformazione di Tarabas                           | 9:58  |
| 28. | Mio nemico (interprétée par Rossanna Casale)           | 3:30  |

Une édition italienne, Il Fantastico Mondo di Fantaghirò, sort en 2011 regroupant également les musiques d'autres téléfilms comme Desideria.

## Épisodes

### Saga originale (1991 - 1994)

#### Épisode 1:La Princesse rebelle

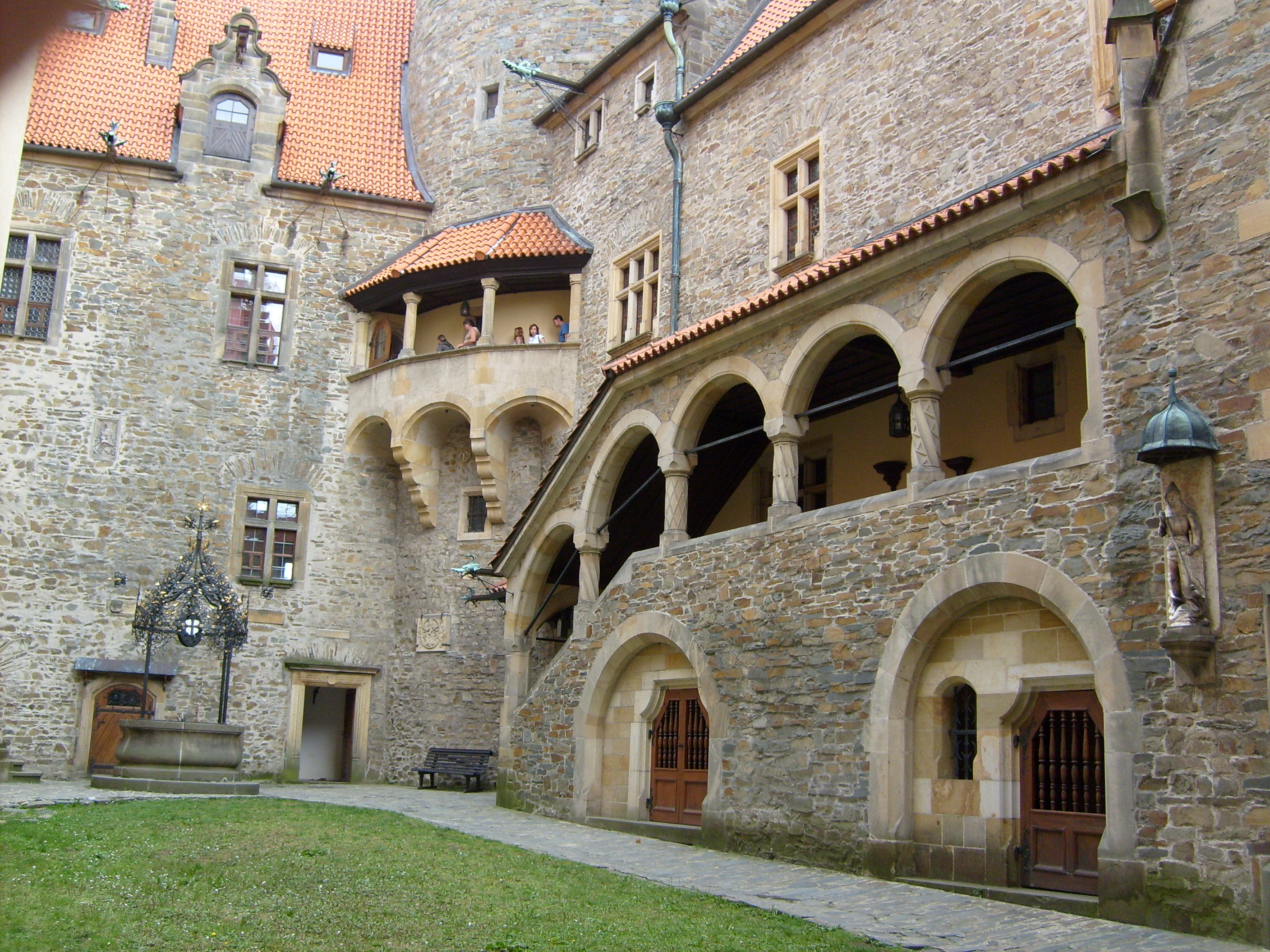
Cour du château de Fantagaro, visible dans La Princesse rebelle (château de Bouzov, près d'Olomouc).

Dans un pays en guerre depuis des décennies vit un roi. Il a deux petites filles, Catherine l'aînée, remarquable pour son intelligence, et la belle Caroline. Cependant, la reine vient à mourir en donnant naissance à une troisième petite fille. Le roi, qui désirait un fils héritier du trône, est déchiré par la mort de sa femme et s'en prend à l'enfant en la conduisant dans la grotte de la « bête sacrée » pour l'offrir en sacrifice. La Sorcière blanche, qui avait prédit la naissance d'une fille, intervient discrètement. Le roi ouvre alors les yeux sur son geste et décide de lui accorder la vie sauve. Il baptise l'enfant Fantagaro.
D'un tempérament rebelle au premier abord vis-à-vis de sa situation de femme « naturellement inférieure », elle se révèle d'une grande générosité et met tout en œuvre pour aider son père. Elle décide alors de se faire passer pour un homme afin de pouvoir défier en combat singulier le prince ennemi Romualdo, dont elle finira par tomber éperdument amoureuse.

#### Épisode 2:La Sorcière noire

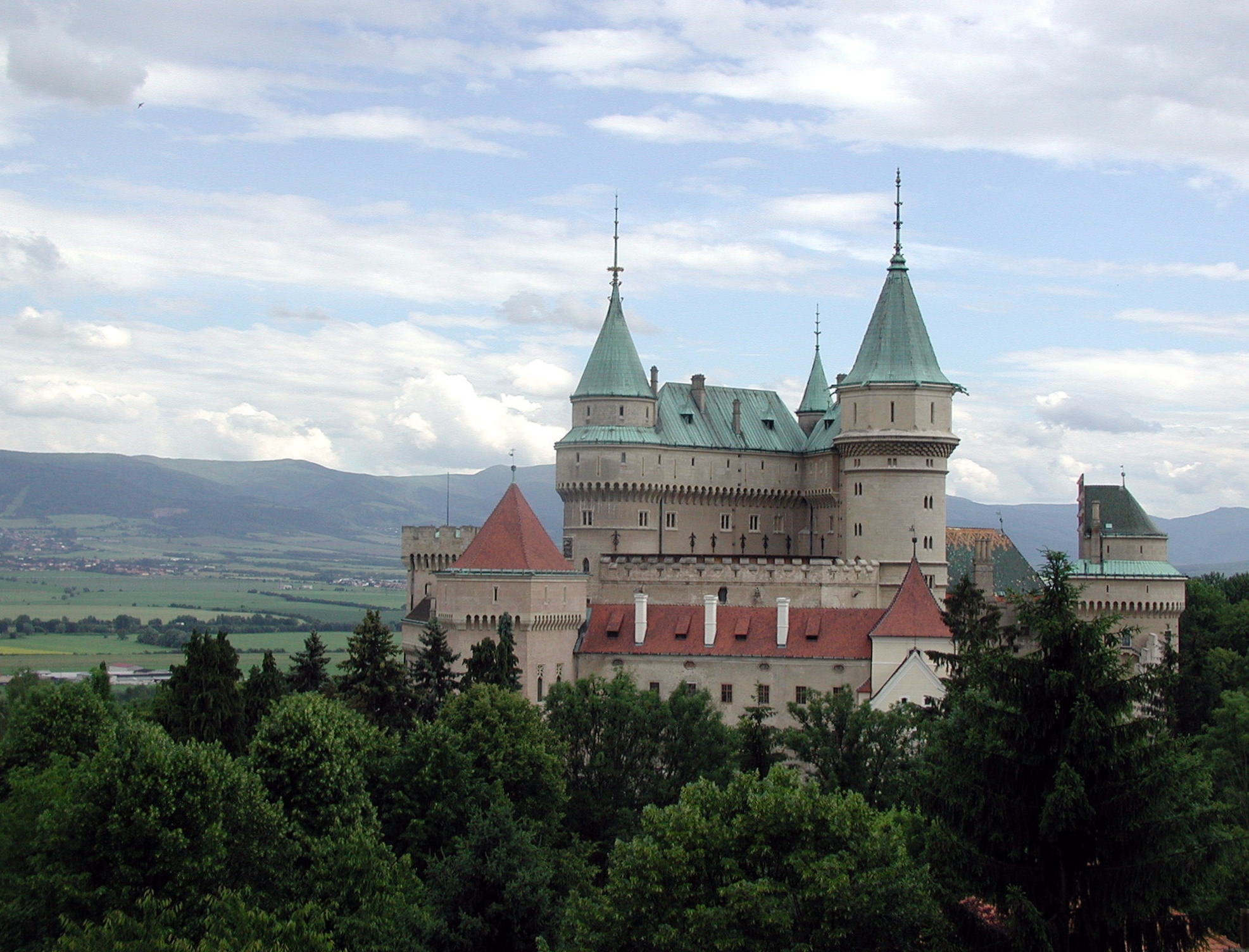
Château de Bojnice, en Slovaquie (château de la Sorcière noire).

Dans une forêt lugubre et effrayante, se trouve un ténébreux château dans lequel vit une reine noire, cruelle au point de se faire appeler la Sorcière noire. L'amour que la reine Fantagaro et le roi Romualdo éprouvent l'un envers l'autre lui répugne. Pour les séparer et semer le mal, la sorcière fait capturer le père de Fantagaro peu de temps avant le mariage de celle-ci avec Romualdo. Ce dernier part alors en guerre pour ramener le souverain et pouvoir ainsi se marier avec la femme qu'il aime. Quand il pénètre dans la forêt noire, la sorcière prend l'apparence de Fantagaro et emmène Romualdo dans son château. La Sorcière noire jette un sort à Romualdo, afin qu'il oublie définitivement Fantagaro et qu'il tombe amoureux d'elle.

#### Épisode 3:La Reine des ténèbres
Les enfants de rois et de reines sont enlevés par le prince des ténèbres, Tarabas, à cause d'une prophétie lui annonçant sa défaite face à un enfant royal. Malheureusement, Romualdo tombe dans l'eau contaminée par l'armée du prince des ténèbres en sauvant les enfants de Catherine et Caroline, et se transforme en pierre. Fantagaro va alors tout tenter afin de sauver son amour et cela va la conduire, avec l'aide de la Reine noire, auprès de Tarabas.

#### Épisode 4:L'Empereur du mal

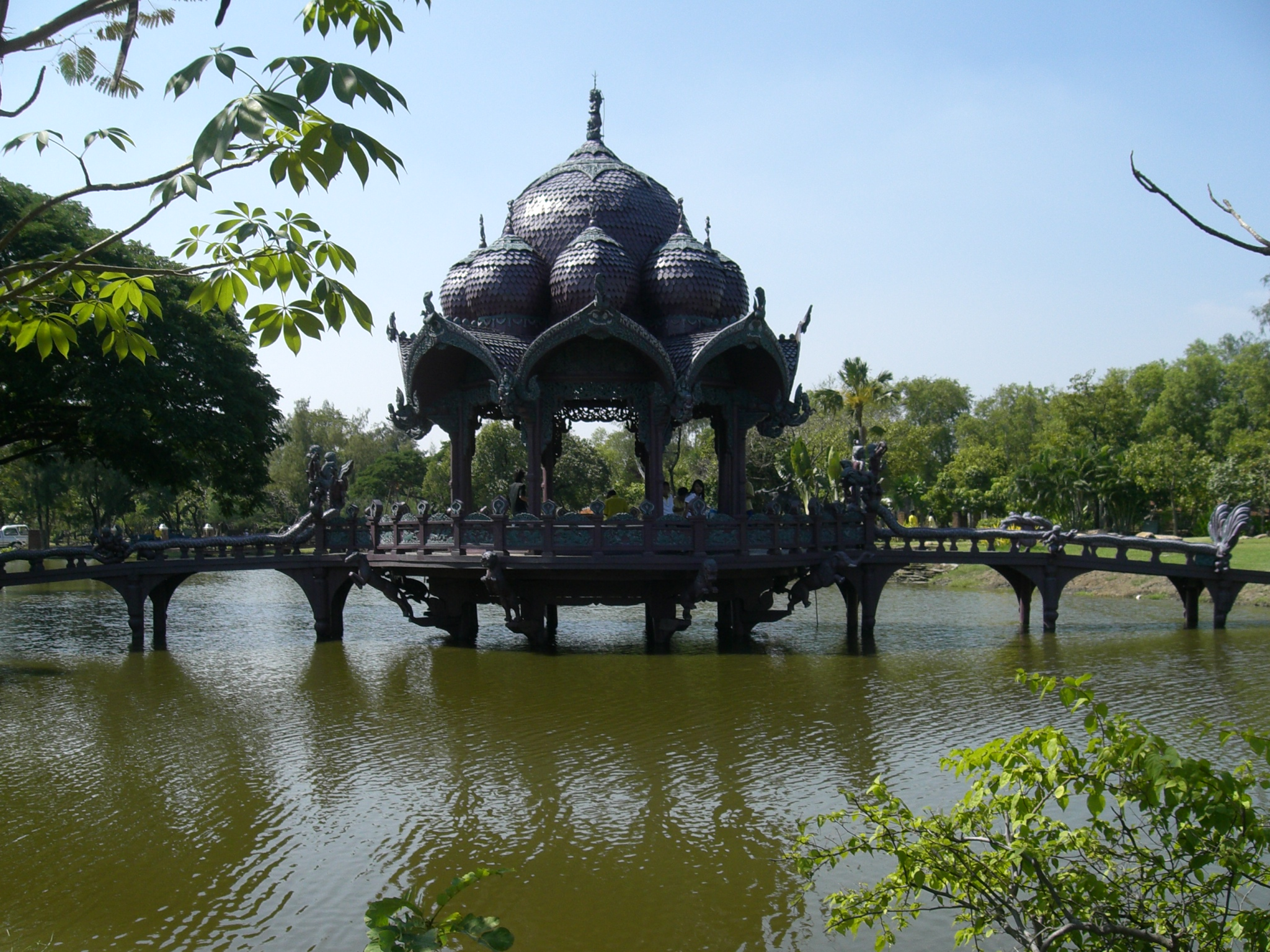
L’ancienne cité musée de Samut Prakan, en Thaïlande, où ont été filmées les scènes de l'intérieur du volcan de Darken.

Le diabolique Darken, père de Tarabas, est bien décidé à conquérir le monde en le réduisant à néant. L'enfant guerrier Parsel lance un appel à l'aide de l'Orient : le mal s'apprête à prendre le pouvoir. De son côté, Fantagaro est affaiblie par la mystérieuse disparition de Romualdo et celle de son peuple, provoquées par le passage du « nuage noir ». Elle n'a cependant pas perdu son courage et répond à l'appel du jeune Parsel. Fantagaro, Parsel et Tarabas (qui est devenu un ami cher auprès de Fantagaro) partent alors à la recherche du royaume où vit Darken, l'empereur du mal.

### Nouvelles aventures (1996)

#### Épisode 5:Le Retour de Fantagaro
La Sorcière noire enlève Fantagaro et compte bien l'exécuter. En prison, la jeune reine rencontre un individu étrange qui affirme être un cavalier d'un autre monde fuyant son créateur, le terrible « Sans Nom », un ogre mangeur d'enfants. En raison des souhaits des jeunes enfants qui cherchent un héros pour délivrer leur pays du mal, Fantagaro se retrouve téléportée dans cet autre monde et échappe de justesse à son exécution. Elle devra combattre le « Sans Nom » aux côtés du chevalier Aries.

## Une saga inachevée
Le cinquième épisode, Le Retour de Fantagaro, n'était pas destiné à être l'épisode final, mais le début d'une nouvelle trilogie sur les aventures de Fantagaro. En effet, un sixième et septième épisodes étaient prévus. Cependant, les deux derniers téléfilms de la série n'ont jamais été réalisés. En décembre 1996, alors qu'en parallèle, les tout premiers épisodes de Xena, la guerrière commencent à être diffusés en France et remportent un immense succès, La Caverne de la rose d'or voit le premier déclin de son audience enregistré lors de la diffusion du Retour de Fantagaro à la période de Noël, et le projet de réaliser deux derniers téléfilms a donc été mis de côté.
Conscient de la déception des fans vis-à-vis de la fin proposée, Lamberto Bava a déclaré qu'il espérait un jour pouvoir filmer un ultime épisode afin de conclure la saga différemment. Une proposition pour une autre suite a été une nouvelle fois présentée à Mediaset par le réalisateur et le scénariste Gianni Romoli en 2007, encouragés par les nombreux fans de la série. Alessandra Martines, Brigitte Nielsen et Nicholas Rogers ont confirmé leur disponibilité, mais le projet ne s'est jamais concrétisé en raison des difficultés de coproduction et des coûts jugés trop importants pour sa réalisation. Pour Gianni Romoli, la « véritable » saga s'achève donc pour l'instant avec le quatrième épisode, L'Empereur du mal.

## Univers

### Personnages

#### Fantagaro
Fantagaro (Fantaghirò en italien) est le personnage principal des cinq téléfilms. Elle est la plus jeune des trois filles du roi. Elle est honnête, têtue et volontaire à la bataille. Dans un premier temps, Fantagaro provoque son père et ses sœurs, mais montre un bon cœur. Elle est rapidement acceptée comme combattante par la population et par son père, et fera tout son possible pour protéger ses proches, même si cela signifie sacrifier sa propre vie. Elle est profondément amoureuse de Romualdo, qui était auparavant l'ennemi de son royaume. Fantagaro a de longs cheveux bruns qu'elle coupe courts dès qu'elle doit partir combattre. Fantagaro se lie d'amitié avec toutes les créatures qu'elle rencontre. Elle ne tient pas rigueur des apparences physiques et elle est très indulgente. Fantagaro et Romualdo se marient et adoptent la princesse Smeralda, orpheline, comme leur propre fille.

#### Romualdo
Romualdo est le premier « ennemi » de Fantagaro. Mais après la mort de son père, Romualdo cherche à mettre fin à la guerre qui dure depuis plusieurs siècles et que ses ancêtres ont menée contre le peuple ennemi (le peuple de Fantagaro). Pour cela, il défie le père de Fantagaro en combat singulier. Il tombe amoureux de sa fille, qui part combattre à sa place en se faisant passer pour un homme, et devient obsédé par son regard. Ils prévoient de se marier tôt, mais la cérémonie est reportée lorsque la Sorcière noire enlève le père de Fantagaro. Romualdo devient la cible de la Sorcière noire, qui l'envoûte pour en faire son amant. Romualdo finit par retrouver ses souvenirs grâce à Fantagaro et la Sorcière blanche. Plus tard, Romualdo se transforme en statue en combattant l'armée de soldats de pierre de Tarabas, et ne reprend vie que lorsque Fantagaro, après avoir défié Tarabas, revient vers lui avec le contre-sort. Romualdo ainsi que le château de Fantagaro et tous ses occupants disparaissent lors du passage d'un étrange nuage noir sur le royaume. Romualdo a en fait été transformé en une créature monstrueuse et retenu comme esclave par le sorcier Darken, qui se trouve être le père de Tarabas. Désespéré, Romualdo, sous son apparence monstrueuse, va même jusqu'à demander à Tarabas de se rapprocher de Fantagaro et de la rendre heureuse à sa place. Mais il détruit lui-même Darken et reprend sa forme normale une fois le sorcier disparu.

#### Reine noire

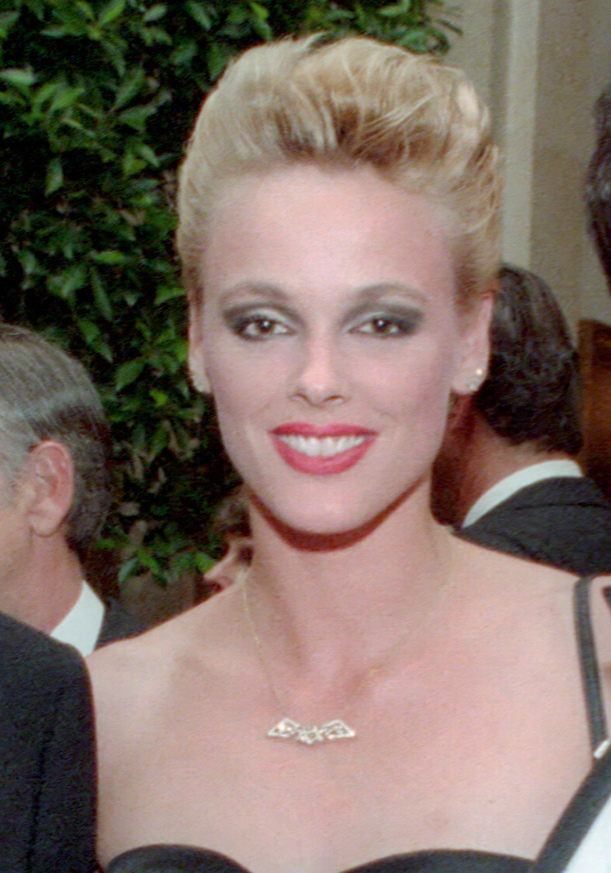
Brigitte Nielsen interprète la Reine noire.

La Reine noire (Strega nera en italien) est la principale sorcière maléfique, qui apparaît pour la première fois dans le deuxième épisode en souhaitant détruire les relations entre Fantagaro et Romualdo. La sorcière les attire dans son royaume en enlevant le père de Fantagaro, jette un sort sur Romualdo pour qu'il tombe amoureux d'elle et organise des complots pour tuer Fantagaro. La Sorcière blanche et amie de Fantagaro parvient une première fois à vaincre sa rivale, en l'atteignant d'une flèche magique qui la fait exploser. Dans le troisième film, ses anciens serviteurs, Éclair et Tonnerre, décident de la ressusciter lorsque Fantagaro a besoin de son aide contre Tarabas. À contrecœur, la Sorcière noire aide donc Fantagaro et ses pouvoirs maléfiques s'en trouvent affaiblis. Dans les quatrième et cinquième films, elle tente de reprendre le contrôle sur ses pouvoirs.

#### Xellesia
Xellesia, aussi appelée la reine des ténèbres ou la reine blanche par ses gnomes serviteurs, est une sorcière maléfique et la mère de Tarabas. Elle est connivente, cruelle et fait de son mieux pour garder son fils loin de tout sentiment chaleureux. Elle apparaît dans les troisième et quatrième épisodes. Après qu'elle a fait emprisonner la petite Smeralda, Tarabas se lasse de sa mauvaise influence et la prive de ses pouvoirs. Elle finit par avouer malgré tout aimer profondément son fils mais avoir dû le cacher à cause de Darken. Elle le prouve en sacrifiant sa vie pour que Tarabas puisse échapper à son père.

#### Tarabas
Tarabas, fils de Xellesia, est un sorcier qui apparaît dans les troisième et quatrième épisodes. Il est d'abord un antagoniste très puissant craint par les magiciens de tous les autres royaumes, mais il découvre une prophétie selon laquelle un enfant royal de moins de dix ans finira par vaincre ses pouvoirs maléfiques. Tarabas envoie alors ses hommes pour enlever tous les enfants royaux. Les parents de la jeune princesse Smeralda se font tuer en voulant sauver leur fille. Tarabas croise la route de Fantagaro et en tombe amoureux, même s'il ne peut en théorie avoir des sentiments pour autrui sous peine de se transformer en bête féroce. Il demande finalement à Fantagaro de l'épouser en échange de raviver Romualdo, figé à l'état de pierre. En fin de compte, Tarabas libère Fantagaro de sa promesse et lui permet de retourner auprès de son véritable amour. Il se rachète avec Smeralda en lui permettant de voir ses parents une dernière fois, un acte de bonté qui accomplit la prophétie et le rend dorénavant incapable d'user de ses pouvoirs pour répandre le mal. Tarabas s'exile et vit en paix jusqu'à être accusé de créer un nuage noir destructeur consommant tout sur son chemin. Tarabas retrouve Fantagaro pour traquer la source du nuage et découvre qu'il a été créé par son propre père, Darken. À la fin du quatrième film, Tarabas décide de renoncer à son amour pour Fantagaro (sans renoncer à son amitié) et de rester auprès de la princesse Angélique du royaume de Tohor.
Le personnage de Tarabas vient de la passion du scénariste Gianni Romoli pour la série de bandes dessinées Dylan Dog. Il est inspiré du personnage Xabaras (it).

### Objets magiques
Coquillage magique
Le coquillage magique est donné par Tonnerre à Fantagaro. C'est une sorte de sifflet qui produit un son doux lorsqu'on souffle dessus et avertit immédiatement Tonnerre lorsque Fantagaro a des ennuis. Fantagaro s'en sert pour demander de l'aide lorsqu'elle est coincée au fond d'un puits avec Smeralda et que des soldats d'argile gardent sa sortie. Tonnerre arrive aussitôt et provoque une averse orageuse qui paralyse d'un seul coup tous les soldats.
Jouets soldats
Les jouets soldats appartiennent à la Reine noire. Ils sont conservés dans un coffre en bois. La Reine noire leur lance un sort pour leur faire prendre vie et mener une guerre contre les hommes de Fantagaro. Les jouets deviennent ainsi les soldats du Roi noir.
Maison de pâte d'amande

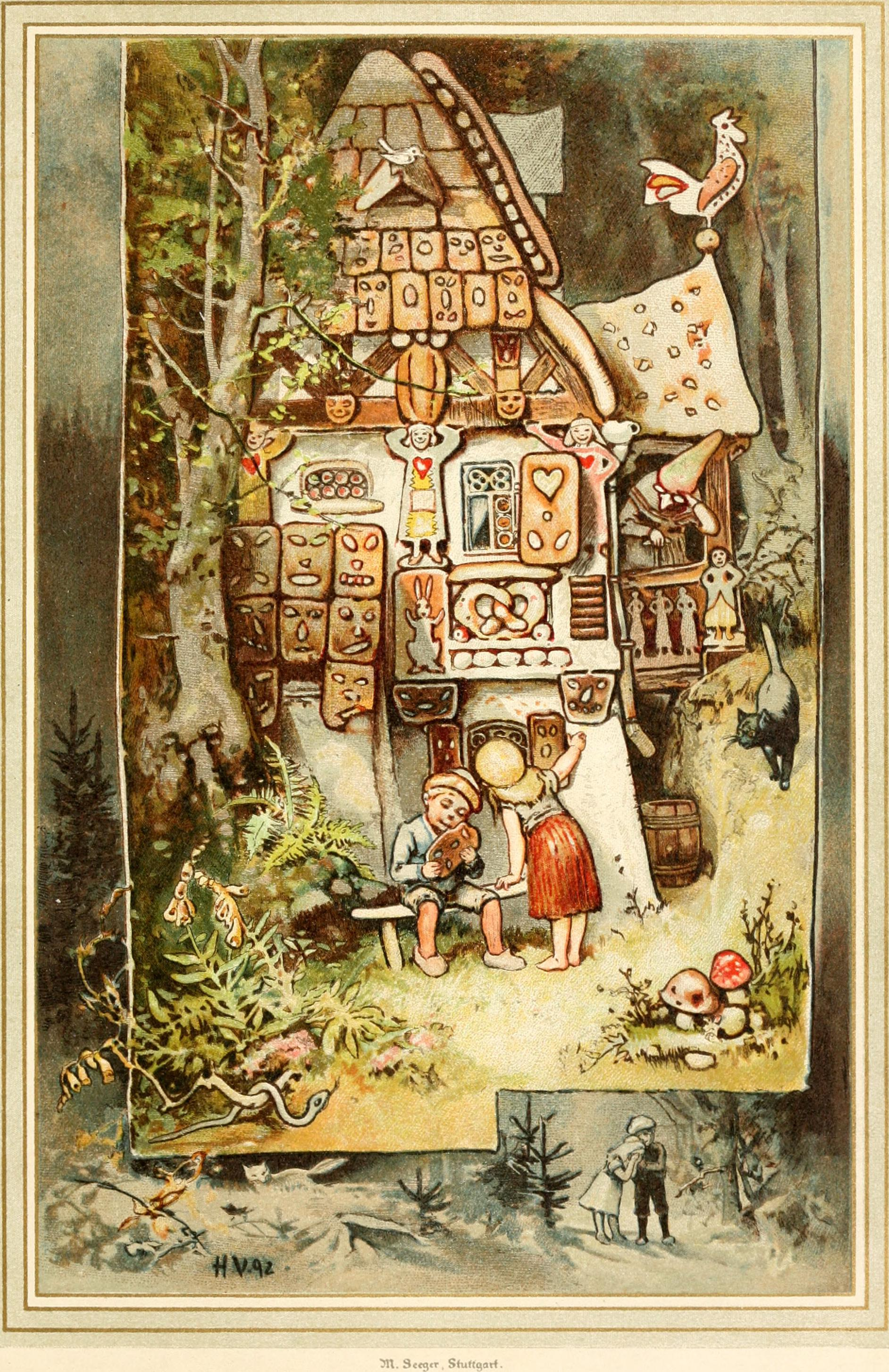
La maison en pâte d'amande s'inspire du conte Hansel et Gretel.

C'est une toute petite maison sans porte ni fenêtre située dans la forêt noire. Il s'agit également de la seule entrée possible dans le royaume de Xellesia et de Tarabas. Le seul moyen pour entrer dans la maison est de manger ses murs (les épées rebondissent dessus). Il faut ensuite frapper trois fois sur le gros champignon qui est à l'intérieur. Une porte s'ouvre alors sur une grotte menant à la salle du trône. La maison est entièrement comestible. Les murs sont en pâte d'amande, le toit en caramel, les chaises en sucre candi, les lits en chocolat et les décorations murales à base de bonbons et de pistaches. Les enfants royaux y sont faits prisonniers par Tarabas mais ne peuvent dévorer les murs, un maléfice ayant fait apparaître des grilles métalliques sur leurs visages.
« Pierre qui revient »
C'est une pierre de la taille d'une paume de main, qui a le pouvoir de parler et de revenir à son lanceur (elle comporte plusieurs fissures formant sa bouche et ses yeux, lui permettant de communiquer avec Fantagaro). Elle peut également atteindre plusieurs cibles en un seul lancé. La « pierre qui revient » est trouvée à la sortie d'une grotte par Fantagaro alors qu'elle prend la fuite après avoir été prisonnière du dévoreur de citrons. Fantagaro la porte toujours à sa ceinture et elle constitue bien souvent son arme principale, avant même son épée.
Tresse magique
C'est une tresse blonde en crin de cheval qui hennit lorsqu'on la secoue. Fantagaro s'en vêtit lorsqu'elle est déguisée en danseuse et s'en sert pour appeler Crin d'or plus discrètement au moment où elle s'évade. La tresse aurait appartenu au cheval du Grand sorcier du Nord.

### Créatures
Crin d'or

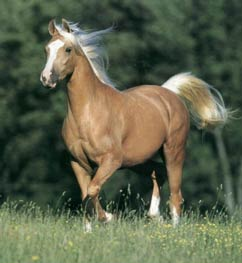
Cheval Palomino semblable à Crin d'or, le compagnon prudent de Fantagaro.

Crin d'or est le cheval couleur Palomino de Fantagaro. Elle le dérobe à un marchand de son royaume en prenant la fuite dans le premier épisode. Comme la plupart des animaux de la série, il est capable de communiquer avec l'héroïne et même de lui donner des conseils. Crin d'or est un personnage à part entière, mais qui parle seulement à partir du second épisode.
Devinoptères
Les Devinoptères sont des coléoptères magiques. Ils ne parlent pas mais sont capables de deviner des directions ou d'écrire des messages indicateurs. Pour cela, ils se regroupent et se collent les uns aux autres pour former soit un mot, soit une flèche indicative avant de s'orienter ensemble dans la direction demandée. Fantagaro découvre les Devinoptères grâce au prince Parcel. Le jeune garçon dit que ces insectes prolifèrent sur l'île de Tago où il est originaire, et qu'ils lui sont très utiles. Parsel les transporte avec lui dans sa besace en cuir et les insectes lui obéissent. Fantagaro se sert également des Devinoptères pour décrypter une anagramme.
Gnomes légumes et champignons
Dans le royaume magique de la reine Xellesia, il existe différents gnomes et principalement des gnomes champignons, qui, comme la plupart des créatures de l'univers, peuvent parler. Ils se trouvent également des gnomes patates et des gnomes carottes. Les gnomes sont de grande taille (de la taille d'un petit homme). Leur visage est le plus souvent caché. Ils montent la garde et communiquent entre eux dès qu'un événement suspect se produit ou qu'un intrus pénètre dans le royaume de la reine Xellesia.
Plante des désirs
C'est une petite plante magique de la taille d'une main, permettant d'exaucer des vœux. La personne qui l'utilise doit penser à son souhait puis arracher l'une de ses feuilles pour que le vœu se réalise. Dans l'épisode Le Retour de Fantagaro, les enfants l'utilisent ensemble pour faire venir Fantagaro lorsque leur royaume se trouve en péril.
Soldats d'argile
Les soldats d'argile prennent vie grâce à Tarabas. Lorsqu'il souhaite capturer tous les princes et princesses de moins de dix ans, il réanime une armée entière, invincible. Le seul moyen de les détruire est de les asperger d'eau pour qu'ils redeviennent figés, puis de les faire basculer pour les briser. Ils peuvent également contaminer des rivières entières ainsi que les êtres vivants qui s'y trouvent. Ainsi, lorsque Romualdo commet l'erreur de faire tomber plusieurs soldats dans la rivière, les poissons sont à leur tour figés en pierre.
Autres créatures parlantes
Parmi les autres animaux et créatures doués de parole se trouvent notamment les poissons, les tortues, les lézards, certains fruits (comme des pommes sauvages annonçant qu'elles ne sont pas mûres), certaines fleurs (comme des tournesols qui retiennent les jambes et crachent des graines) et certains arbres.

## Accueil

### Audiences
La Caverne de la rose d'or rencontre un grand succès dès sa première diffusion. Elle est considérée comme une série culte du genre fantastique. Le premier épisode diffusé sur Canale 5, le 22 décembre 1991, obtient plus de 6 millions de téléspectateurs italiens, soit une part de 27,5% de l'audience. La totalité de la franchise est exportée vers 48 pays et doublée en allemand, anglais et français. En France et dans les pays anglo-saxons, Fantaghirò (ou La Grotta della Rosa d'Oro, titre choisi pour l'exportation) a été distribué sous la traduction littérale de La Caverne de la rose d'or, tandis qu'en Allemagne, la série est devenue Prinzessin Fantaghirò. Il s'agit en 2007 de la fiction italienne la plus vue et la plus vendue au monde.

### Réactions
Une majeure partie du public a accueilli très favorablement la série, malgré ses décors classés « kitschs » et le vieillissement de ses effets spéciaux qui lui sont très souvent reprochés,,. Certains estiment que le manque de moyens financiers, même s'il se fait fortement ressentir tout au long de la saga, a entraîné un « système D » non déplaisant et contribuant même pour certains à rendre un monde féérique plus « palpable ». Alors que certains spectateurs lui reprochent des sentiments et des émotions un peu trop exacerbés, d'autres y décèlent une profondeur féministe, psychologique, ou encore écologiste. Le personnage de Fantagaro est souvent considéré comme « bien écrit », subtil, échappant aux clichés. Le choix d'Alessandra Martines, qui interprète Fantagaro, semble également très apprécié de par son naturel et sa crédibilité. Beaucoup de fans reprochent cependant à la série, qui n'a pas pu véritablement être clôturée comme prévu, une fin « absurde » et contradictoire du fait que l'héroïne abandonne l'idée de revenir auprès du personnage de Romualdo, pour qui elle s'était toujours évertuée à rester fidèle dans les épisodes précédents.

### Distinctions
- 1992 : Prix Telegatto (Italie) : Meilleure actrice dans un rôle principal pour Alessandra Martines[31].

## DVD
Un coffret DVD est sorti en France le 2 avril 2008, produit par les studios Free Dolphin Entertainment, puis réédité le 8 octobre 2015. Le coffret regroupe l'intégralité de la série remastérisée, en langue française uniquement, ainsi qu'un DVD bonus contenant les storyboards des cinq épisodes ainsi que trois documentaires :
- « Une Fable moderne » (making-of en cinq parties)
- « La symphonie magique » (bande originale)
- « L'usine à rêve » (effets spéciaux)

## Produits dérivés
Un autre téléfilm a également été produit en Italie, intitulé La meravigliosa storia di Fantaghirò. Il s'agit d'un montage à partir des trois premiers téléfilms originaux, diffusé en deux parties les 27 et 29 décembre 1995.
Lamberto Bava, Gianni Romoli, Andrea Piazzesi et Amedeo Minghi ont également participé à trois autres téléfilms en deux parties dans un style semblable : Desideria et le Prince rebelle, La Légende d'Aliséa et La Princesse et le Pauvre (avec une nouvelle participation de Nicholas Rogers), qui remportent également un succès notable en France à partir de 2008, principalement dû à leur sortie DVD simultanée avec celle de l'intégrale de La Caverne de la rose d'or.
La saga a également inspiré une série animée espagnole en 26 épisodes produite par BRB Internacional, intitulée Fantaghirò.

### Sources
- (en) Cet article est partiellement ou en totalité issu de l’article de Wikipédia en anglais intitulé « Fantaghirò series » (voir la liste des auteurs).

- (it) Cet article est partiellement ou en totalité issu de l’article de Wikipédia en italien intitulé « Fantaghirò (franchise) » (voir la liste des auteurs).